# Липини
Липи́ни — село в Україні, у Підгайцівській сільській громаді Луцького району Волинської області. Населення становить 4647 осіб.

## Історія
Територія села була заселена ще в період палеоліту — понад 20 тисяч років тому. У письмових джерелах цей населений пункт згадується 15 червня 1545 року у зв'язку із скаргою луцьких міщан на незаконне стягнення мита з купців. У скарзі зазначалося, що в селі Липої пану Якубові платять по грошу від вантажного возу. 
Відомий український дослідник Волині і Полісся О. Цинкаловський назву села Липої (Липини) пов'язує із наявністю липових масивів, що займали всю територію сучасного села. У ІХ Х століттях село було складовою частиною Київської Русі, а після її розпаду — Галицько-Волинського князівства.
З XIV століття Липини були власністю заможних литовських феодалів Монтовтовичів, польського пана Єрофея Гейського, а згодом — луцького та острозького владики Івана Красенського, ще пізніше — ченця жидичинського монастиря Феофана. Власністю різних феодалів Липини були і в наступні століття, коли село було складовою частиною Російської імперії, з 1795 року.
З 1911 року Липини належали російському поміщику Кузнєцову, який володів 2 881 десятиною землі. Здавна земля Липин була родюча і давала великі врожаї зернових, що продавалися за кордоном, передусім, у сусідній Польщі. Свідченням цього — один із документів, датований 1583 роком, в якому читаємо, що із сіл Блудова і Липої, що містяться в Луцькому повіті, пан Єрофей Романов-Гейський  через свого фактора Яна Бруденського відправив до Гданська комяги із збіжжям.
Липої з XV—VI століть відоме великою кількістю постоялих дворів, що були місцем притулку купців, які з різних кінців Європи та Азії з'їжджалися на славнозвісні луцькі ярмарки.
Селяни Липин брали участь у революційних подіях 1905 — 1920-х років. У 1922 році відбувалися протести проти введення у школі навчання польською мовою, а також щодо вилучення землі для осадників.
У 1985 році відкрив свої двері дошкільний заклад «Оленька». У 1987 році почала функціонувати загальноосвітня школа.    
У 1991 році споруджено будинок культури, де, окрім великої глядацької зали, є і класи для музичних занять і танців, бібліотека також тут функціонує виконком сільської ради, відділення зв'язку і АТС.
До 2020 року село Липини було адміністративним центром Липинської сільської громади. 12 червня 2020 року, відповідно до розпорядженням Кабінету Міністрів України № 708-р «Про визначення адміністративних центрів та затвердження територій територіальних громад Волинської області», ліквідована Липинська сільська громада, а село увійшло до складу Підгайцівської сільської громади.
19 липня 2020 року, в результаті адміністративно-територіальної реформи, село увійшло до складу новоутвореного Луцького району.

## Населення
Згідно з переписом УРСР 1989 року чисельність наявного населення села становила 2368 осіб, з яких 1137 чоловіків та 1231 жінка.
За переписом населення України 2001 року в селі мешкало 3019 осіб.

### Мова
Розподіл населення за рідною мовою за даними перепису 2001 року:
| Мова       | Відсоток |
| ---------- | -------- |
| українська | 97,94 %  |
| російська  | 1,71 %   |
| білоруська | 0,21 %   |
| болгарська | 0,03 %   |
| румунська  | 0,03 %   |

## Економіка
У селі на вулиці Перемоги, 25 розташована фабрика іграшок «Тигрес», що входить до корпорації «Тигрес» — групи юридичних та фізичних осіб, основним видом діяльності яких є виробництво, оптова та роздрібна торгівля дитячими товарами.

## Пам'ятки археології
На території села відомі такі пам'ятки археології:
- За 3,5 км на схід від села, в урочищі Верполе, на лагідному схилі правого берега р. Сапалаївки висотою до 3 м над рівнем заплави, за 0,5 км на північ від шосейної дороги сполученням Луцьк — Рівне — двошарове поселення лежницької групи культури ранньоскіфського часу і періоду X—XI століть. Із сходу, півдня і заходу пам'ятку оконтурює заплава річки. Речові матеріали зібрані з території орного поля на площі близько 5 га.
- За 3 км на схід від села, за 0,5 км на схід від дороги, що проходить через греблю ставу, за 0,8 км на північ від шосейної дороги сполучення Луцьк — Рівне, на мисоподібному виступі правого берега р. Сапалаївки висотою 3-4 м над рівнем заплави — двошарове поселення тшинецько-комарівської культури і періоду XII—XIII століть площею близько 1 га.
- За 2,5 км на схід від села, на схід від ґрунтової дороги через греблю ставу, на північ від трансформаторної будки, на схилі правого берега р. Сапалаївки висотою 4-5 м над рівнем заплави — багатошарове поселення тшинецько-комарівської культури, вельбарської культур і періоду XII—XIII століть площею близько 1,5 га. Речові матеріали зібрані з території орного поля вздовж лінії електропередач.
- За 1,5 км на схід від села, за 0,3 км на захід від ґрунтової дороги через греблю ставу, в урочищі Хутір, на північ від меліоративного рову, на лагідному схилі правого берега р. Сапалаївки — поселення періоду XII—XIII століть площею до 1 га. З території орного поля зібрані фрагменти глиняної сковорідки, уламки вінець і бочків гончарних горщиків.

За 1 км на схід від села, за 0,7 км на захід від ставу, на мисоподібному виступі правого берега р. Сапалаївки висотою 4-5 м над рівнем заплави — двошарове поселення тшинецько-комарівської культури і періоду XII XIV століть площею до 2 га.
- За 1 км на південний схід від села, на схід від лінії електропередач, на лагідному схилі правого берега річки Сапалаївка висотою до 3 м над рівнем заплави — двошарове поселення тшинецько-комарівської культури і періоду XII—XIII століть площею близько 1 га.
- За 0,5 км на південь від села, на мисоподібному виступі правого берега річки Сапалаївки висотою до 3 м над рівнем заплави — двошарове поселення городоцько-здовбицької культури і періоду XII—XIII століть площею близько 1 га.
- За 0,3 км на південний захід від села, на мисоподібному виступі правого берега річки Сапалаївки висотою 3-4 м над рівнем заплави — багатошарове поселення стжижовської, тшинецько-комарівської і вельбарської культур і періоду XII—XIII ст. площею близько 4 га. Воно знаходиться за 0,2 км на південний схід від цвинтару. Із заходу пам'ятку оконтурює меліоративний рів, поруч з яким проходить лінія електропередач, за 0,15 км на північ від неї розміщений хмільник.
- На південно-західній околиці села, поруч із шосейною дорогою сполученням Луцьк — Ковель, на рівній ділянці правого берега річки Сапалаївки висотою до 2 м над рівнем заплави — поселення періоду XI—XIII століть площею близько 1 га.
- За 0,6 км на південний захід від села, на рівній ділянці лівого берега річки Сапалаївки — поселення періоду XI—XIII століть площею до 1 га.
- За 2 км на схід від села, на захід від ґрунтової дороги, що йде через греблю ставу, на лагідному схилі правого берега річки Сапалаївка — багатошарове поселення тшинецько-комарівської культури вельбарського і давньоруського часу.
- За 0,3 км на південний захід від села, на схід від автошляху Луцьк — Ковель, за 0,2 км на південний схід від цвинтаря, на мисоподібному виступі правого берега річки Сапалаївка — багатошарове поселення стжижовської, тшинецько-комарівської, вельбарської культури і давньоруського часу ХІІ-ХІІІ століть.
- На західній околиці села, за 0,3 км на захід від дороги Луцьк — Ковель, на схилі правого берега р. Сапалаївка — селище давньоруського часу ХІІ—ХІІІ століть.
- За 0,8 км на південь від села, в урочищі Сіножать, на схилі лвого берега річки Сапалаївка — двошарове поселення тшинецько-комарівської культури і давньоруського часу ХІІ—ХІІІ століть.
- За 1 км на південний захід від села, за 100 м на захід від автодороги Липини — Луцьк, за 150 м на схід від житлового масиву міста Луцька вулицею Мисливській, на видовженому мисі лівого берега річки Сапалаївка та другого Теремнівського ставу — багатошарове поселення лужицької культури, фракійського гальштату, давньоруського часу, виявлене обстеженням О. Златогорського у 2005 р.

19 липня 2020 року, в результаті адміністративно-територіальної реформи та ліквідації Ківерцівського району, село увійшло до складу Луцького району.

## Особистість
- Зелінський Василь Аркадійович (1983—2014) — солдат Збройних сил України, учасник російсько-української війни.